# Unnepewe
Unnepewe también Õnnepäev fue un anciano caudillo pagano de Sackalia, en la antigua Estonia, hermano de Lembitu según la crónica de Enrique de Livonia. El nombre de Unnepewe aparece en la crónica solo en una ocasión, después de la caída del anciano Lembitu, cuando Unnepewe firmó un tratado de paz con los cruzados tres días después de la batalla del día de San Mateo.
Et venit ad eos frater Lembiti Unnepewe cum aliis, qui remanserant, supplicantes pro pace pristina renovanda.
Y a ellos vino Unnepewe, el hermano de Lembitu, con otros que quedaron, rogando por la renovación de la paz anterior.
Dado que el cronista sólo cita a Unnepewe y omite mencionar a los otros ancianos por su nombre, es posible que fuera considerado superior a los demás y se convirtiera en el anciano más importante de Lõhavere y quizás del condado de Sakala después de la muerte de su hermano. 